# Pure Food and Drug Act

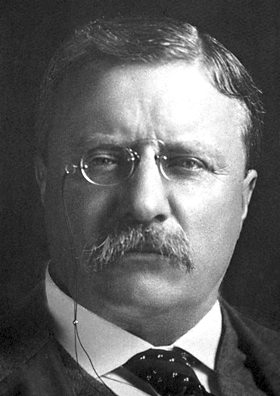
US-Präsident Theodore Roosevelt unterzeichnete den Pure Food and Drug Act in 1906

Der Pure Food and Drug Act ist ein Verbraucherschutzgesetz, welches 1906 in den USA unter Präsident Theodore Roosevelt verfasst wurde. Das Gesetz sollte vor täuschenden Etiketten und Inhaltsangaben auf Arzneimitteln und Nahrungsmitteln schützen. Es war das erste einer Reihe von bedeutenden Verbraucherschutzgesetzen, die vom US-Kongress im 20. Jahrhundert verordnet wurden und letztlich zur Gründung der Food and Drug Administration führten. Ursprünglich forderte das Gesetz, dass Arzneimittelhersteller verpflichtet seien alle Inhalte eines verkauften Medikaments auf der Verpackung anzugeben. Diese Regelung wurde jedoch erfolgreich von Herstellern und Werbeagenturen angefochten, so dass ein Kompromiss erreicht wurde, der die Angabe von zehn suchterzeugenden Inhaltsstoffen voraussetzt. Diese Inhaltsstoffe umfassen Alkohole, Morphin, Kokain, Heroin, Opium, Eucain, Chloroform, Cannabis Indica, Chloralhydrat und Acetanilid.

## Historische Bedeutsamkeit
Der Pure Food and Drug Act war Teil von mehreren progressiven Gesetzgebungen und wurde von Präsident Roosevelt am selben Tag unterzeichnet wie der Federal Meat Inspection Act. Die Durchsetzung des Pure Food and Drug Act wurde dem Präsidium der Chemie-Abteilung des US-Landwirtschaftsministerium zugewiesen, welches im Jahre 1930 zur US-amerikanischen Gesundheitsbehörde (Food and Drug Administration) umbenannt wurde. Der Pure Food and Drug Act wird als Ursprung der Food and Drug Administration angesehen, da die Ausführung des Gesetzes im Aufgabenbereich dessen lag.

## Rechtliche Kontroversen
Im März 1907 wurden mehrere Lieferungen von vermeintlichen Krebs-Heilmitteln beschlagnahmt, unter der Vermutung, dass sie trügerische Etiketten mit unwahren Behauptungen enthielten. Der Hersteller dieser Medikamente, Dr. Johnson’s Mild Combination Treatment for Cancer, reichte daraufhin eine Klage ein, da er behauptete, dass der Pure Food and Drug Act solch weitläufigen Beschlagnahmungen nicht gewährleistete. In 1911 entschied der Oberste Gerichtshof der Vereinigten Staaten zugunsten von Dr. Johnson mit der Begründung, dass es zu dem Zeitpunkt keine genaue Übereinstimmung in der Medizin über die Wirkung des Medikaments gäbe. Im Jahr 1909 wurde auf rechtlicher Basis des Gesetzes versucht Coca-Cola zu verbieten. Der Grund war ein seit 1903 stark erhöhter Koffeingehalt des Getränks. Coca-Cola hatte Kokain als Wirkstoff mit Koffein ersetzt. Zuerst wurde zu Gunsten von Coca-Cola entschieden da der Richter des Verfahrens United States v. Forty Barrels and Twenty Kegs of Coca-Cola beschloss, dass der Getränkehersteller das Recht habe die Menge an Koffein pro Getränk selber festzulegen. Später wurde das Verfahren jedoch vom Obersten Gerichtshof wieder aufgegriffen und letztendlich wurde beschlossen, dass der Koffeingehalt verringert werden müsse.

## Einfluss auf zukünftige Verbraucherschutzgesetze
Im Jahre 1938 wurden zwei Verbraucherschutzgesetze unterzeichnet die auf den Pure Food and Drug Act aufbauten. Der Wheeler-Lea Act erweiterte den Handlungsbereich der Federal Trade Commission und ermöglichte es, dass Verstöße gegen das Gesetz bezüglich fälschlichen Aussagen in Werbeanzeigen über die Wirkung von Medikamenten schärfer geahndet werden. Der Food, Drug, and Cosmetic Act aus demselben Jahr erzielte ähnliche Ergebnisse für die Food and Drug Administration. Diese beiden Verbraucherschutzgesetze wurden durch verschiedene Initiativen von der American Medical Association unterstützt. Eine dieser Initiativen versuchte Arzneimittelhersteller mit einem Gütesiegel von fälschlichen Aussagen über die Wirkung ihrer Medikamente abzuhalten. Werbeanzeigen die von der American Medical Association überprüft und als wahrheitsgetreu eingeschätzt wurden, erhielten das Gütesiegel und damit die Erlaubnis in offiziellen Magazinen der Organisation abgebildet zu werden. Im Jahr 1952 wurde das Durham-Humphrey Amendment eingeführt, welches die Unterscheidung zwischen verschreibungspflichtigen und nicht verschreibungspflichtigen Arzneimitteln weiter betonte.